# 군동초등학교 (충북)
군동초등학교는 대한민국 충청북도 옥천군 옥천읍 수북1길 9-32 (수북리)에 있었던 공립 초등학교이다.

## 연혁
- 1963.07.29 설립인가
- 1964.12.03 죽향국민학교 동정분교장 개장(現 옥천선사공원)
- 1966년 3월 1일 군동국민학교 개교
- 1967년 2월 13일 제1회 졸업(88명)
- 1980년 6월 3일 대청댐 수몰로 신축학교로 이전
- 1981년 4월 1일 병설유치원 설립
- 1995년 3월 1일 병설유치원 폐원
- 1996년 3월 1일 군동초등학교로 교명 개칭
- 1998년 2월 18일 제32회 졸업(10명, 누계 2045명)
- 1998년 3월 1일 폐교(죽향초등학교에 통합)